# Awiatyran
Awiatyran (Aviatyrannis jurassica) – niewielki teropod z nadrodziny tyranozauroidów (Tyrannosauroidea); nazwa gatunkowa oznacza "jurajska babcia tyrana".
Żył w okresie późnej jury (ok. 155-150 mln lat temu) na terenach współczesnej Europy. Jego szczątki znaleziono w Portugalii.
Jeden z najstarszych tyranozauroidów. Znany jedynie na podstawie kości biodrowej i kulszowej.